# 푸가

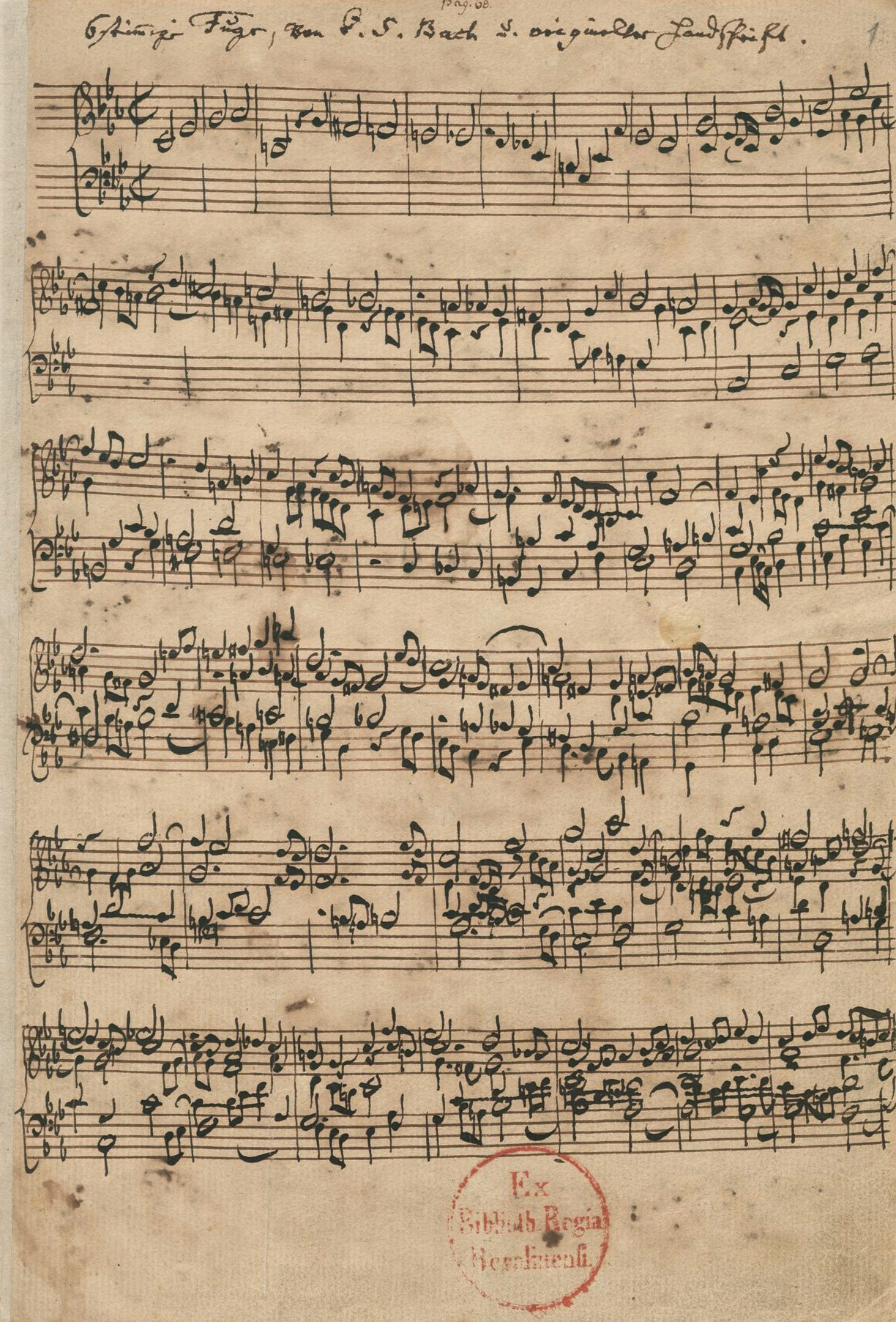
요한 제바스티안 바흐가 적은 《음악의 헌정》에 실려 있는 6성 푸가.

푸가(이탈리아어: fuga)는 모방대위법적인 악곡 형식의 하나이다. 바로크 시대 음악에서 주된 악곡의 형식으로 쓰였다. '푸가'는 '도주(逃走)'를 의미하는 이탈리아어에서 유래하며, 이전에는 '둔주곡(遁走曲)', '추복곡(追覆曲)' 등으로 번역되었다.

## 특징
전형적인 푸가의 특징으로서는 우선 독립한 복수의 성부를 가질 것, 주제를 각 성부가 차례로 모방하는 것, 주제 제시부(전개부라고도 한다)와 간주부(間奏部)가 교체하여 나타나는 것 등이다. 그리고 전곡은 보통 3-5부분(전개부)으로 되어 있다. 말하자면 3성의 푸가에서는 하나의 성부가 주제(subject)를 단독으로 시작하여 그것이 끝나면 곧 제2의 성부가 주제를 5도 위 또는 4도 아래에서 모방한다(answer). 이와 같이 하여 제2성부로 주제가 옮겨가면 제1성부는 제2성부의 주제에 대위(對位)하여 간다(대위선율 또는 대주제라고 한다). 제3성부에서는 다시 으뜸조로 주제가 나타난다. 그 사이에 다른 성부는 거기에 대위한다. 모든 성부가 주제를 연주하고 나면 제1의 제시부(전개부)가 끝난 것이 된다. 이때 제1의 제시부와 제2의 전개부(제시부)와의 사이에는 보통 간주부가 있다. 이 부분은 때때로 제1제시부에 나타난 주제나 대주제의 소재를 사용한 자유로운 작은악절로 되어 있고, 제1부의 긴장을 풀어 제2부를 준비하는 역할을 가지고 있다. 보통은 다시 2개의 전개부가 이에 계속되며, 대체로 제1부와 같은 경과를 거치나 제2부는 중간부 또는 조바꿈부(轉調部)라고도 하고, 주제는 차례로 조를 바꾸어 나타난다. 맨 끝의 전개부는 종결부 또는 으뜸조 복귀부라 하며, 주제가 다시 으뜸조로 나타나서 곡을 끝맺는다.
이상은 3성 푸가의 가장 기본적인 구조인데, 푸가에서는 다시 다음과 같은 복잡한 기교가 쓰인다. 예를 들면 주제의 음표의 길이를 2배로 하는 확대, 2분의 1배로 하는 축소, 주제의 자리바꿈, 역행 등과 같이 푸가는 하나의 주제가 모든 성부에 걸쳐 전개되는 것을 그 특색으로 하고 있다. 또한 그 밖에 2개 이상의 주제를 갖는 복주제의 푸가도 있다. 이것들은 주제의 수에 따라 2중 푸가, 3중 푸가 등으로 부른다.

## 역사
푸가의 전신으로는 리체르카레와 칸초나가 중요하다. 전자는 16세기의 성악 모테토를 기악용으로 편곡한 데서 시작되었으며, 템포가 느린 다주제의 다성음악이었다. 한편, 후자는 같은 때 프랑스의 다성 샹송을 교묘하게 편곡한 것에서 비롯하였다. 이 2개가 중심이 되어 서로 영향을 주었고, 이로써 푸가가 생겼다. 푸가는 17-18세기 전반 독일을 중심으로 번성하였는데, 주요한 푸가의 작곡가로는 파헬벨, 프로베르거, 피셔, 그릿니, 북스테후데, 요한 제바스티안 바흐가 있다. 특히 바흐는 음악사를 통틀어 최대의 푸가의 대가이며, 그의 《평균율 클라비어곡집》, 《푸가 기법》 등은 푸가의 대표적인 것이다. 바흐 이후로는 모차르트, 베토벤이 푸가의 대가이다. 예를 들면, 베토벤의 후기 피아노 소나타 106번, 110번, 현악 4중주곡 등의 여러 악장 중에서 푸가를 사용하였다. 푸가는 19세기 낭만파 시대에는 멘델스존, 프랑크 등 오르간작곡가에게 애호되었고, 20세기에 이르러 다시 뒤프레, 뒤뤼플레, 힌데미트, 버르토크, 레거등에 의해서 주요 형식되었다.

## 같이 보기
- 리체르카레
- 칸초나
- 요한 제바스티안 바흐

## 참고 문헌
- 이 문서에는 다음커뮤니케이션(현 카카오)에서 GFDL 또는 CC-SA 라이선스로 배포한 글로벌 세계대백과사전의 "푸가" 항목을 기초로 작성된 글이 포함되어 있습니다.